# Micrurus averyi
Micrurus averyi é uma espécie de cobra-coral, um elapídeo do gênero Micrurus. Mede no máximo 70 cm de comprimento, é uma coral tricolor com 8 a  13 anéis pretos limitados por estreitos anéis brancos separados por anéis vermelhos e cauda preta. Ocorre no Brasil, Guiana e Suriname.